# Énok (Járed fia)
Énok vagy Énókh (héberül חנוך Chanóch) a későbbi hagyomány szerint az első próféta, több apokrif szereplője.
Nevének jelentése: a kánaániak nyelvén vazallus, héber nyelven fölszentelt,  más forrás szerint beavatott, vagy tudó, illetve képzett, felkészített, tapasztalt.

## Énokról szóló könyvek

### Említése a Bibliában
Mózes első könyve, vagy a Teremtés könyve, másként a Genezis.
Két helyen is megtalálható, mint leszármazott:
- az első emberpár, Ádám és Éva első fiának Káinnak fia és Irád apja, életkor említés nélkül szerepel. (Ter 4,17-18) Káin "várost épített, és azt fiáról Hénochnak nevezte." (Irád fia Mechujael, Mechujael fia Metusael, Metusael fia pedig Lámech. Lámech fiai Jabal, Jubal és Tubalkain).[4]
- az első emberpár, Ádám és Éva harmadik fiának Sét ötödízigleni (Sét fia Énos, Énos fia Kenan, Kenan fia Mahalaleel, Mahalaleel fia Járed) leszármazottja (Ter 5,18-24), Jared (Járed) fia és Matuzsálem (Metuselach) apja, aki 365 évig "járt Isten színe előtt", egyszer csak "nem volt többé, mert Isten elvitte". (Metuselach fia Lámech. Lámech fia Noé).[5]

Júdás levele 1,14-15
Júdás apostol Énok egy bölcs mondását idézi, amely valójában részlet az Énok könyvéből (etióp változat 60,8).
- "... Ímé eljött az Úr az ő sok ezer szentjével, hogy ítéletet tartson mindenek felett, és feddőzzék mindazok ellen, a kik közöttök istentelenek, istentelenségöknek minden cselekedetéért, amelyekkel istentelenkedtek, és minden kemény beszédért, a melyet az istentelen bűnösök szóltak ő ellene. ..." – Károli Biblia szerint

Zsidókhoz írt levél 11,5
A szerző hitéért dicséri Henochot, ami a Henoch könyve (etióp változat) hatását mutatja.

## Nevének írása

### A Biblia / Újszövetség fordításokban
- Enoc: Vulgata (latin)

### katolikus fordítások
- Énok: Káldi Biblia
- Hénok: Káldi-Neovulgata; Békés-Dalos Újszövetség
- Hénoch: Szent István Társulat

### protestáns fordítások
- Enók: Kecskeméthy
- Enókh: Budai Újszövetség
- Énók: Magyar Biblia Tanács; egyszerű fordítású Újszövetség; Czeglédy Újszövetség
- Énok: Károli; Vida Újszövetség; Csia Újszövetség; Raffay Újszövetség; Masznyik Újszövetség; P. Soós Újszövetség
- Énokh: Ravasz Újszövetség